# پیرسرا (صومعه‌سرا)
پیرسرا ، روستایی از توابع بخش میرزا کوچک جنگلی شهرستان صومعه‌سرا در استان گیلان ایران است.

## جمعیت
این روستا در دهستان گوراب زرمیخ قرار دارد و براساس سرشماری مرکز آمار ایران در سال ۱۳۸۵، جمعیت آن ۶۳۴ نفر (۱۶۷خانوار) بوده‌است.